# Ricard Castells
Ricard Castells (né à Barcelone en 1955 et mort le 17 janvier 2002) est un auteur de bande dessinée et illustrateur espagnol.

## Œuvres traduites en français
- Participations à Frigibox n°6 et 10, Fréon, 1996 et 1998.
- L'Expiation (dessin), avec Felipe Hernández Cava (scénario), Fréon, coll. « Amphigouri », 2002.